# Van Cliburn
Van Cliburn [ˈvæn ˈklaibɜːrn] (* 12. Juli 1934 als Harvey Lavan Cliburn jr. in Shreveport, Louisiana; † 27. Februar 2013 in Fort Worth, Texas) war ein US-amerikanischer Pianist.

## Leben
Van Cliburn spielte bereits im Alter von vier Jahren Klavier. Mit 13 gewann er einen lokalen Wettbewerb in Texas, im Jahr darauf den ersten Preis beim „National Music Festival“ in der New Yorker Carnegie Hall. Bis zum Alter von 17 Jahren wurde das „Wunderkind“ von seiner Mutter Rildia Bee Cliburn unterrichtet. Ab 1951 besuchte er die Kurse von Rosina Lhévinne an der Juilliard School.
Der 23-jährige Texaner gewann 1958, in der Zeit des Kalten Krieges, den ersten Internationalen Tschaikowski-Wettbewerb in Moskau und wurde über Nacht weltberühmt. Fotos von seinem Triumphzug im offenen Wagen durch New York erschienen in allen Zeitungen. Fortan gastierte er in Konzertsälen auf der ganzen Welt, widmete sich kurz auch dem Dirigieren und zog sich 1978 vom Konzertleben zurück.
Anlässlich eines Dinners im Weißen Haus zu Ehren von Michail Gorbatschow spielte Van Cliburn im Dezember 1987 erstmals wieder öffentlich. Danach konzertierte er noch sporadisch; es folgten u. a. ein Auftritt im „Mann Music Center“ in Philadelphia, gefeierte Konzerte in Moskau und Sankt Petersburg sowie die Eröffnung des Morton H. Meyerson Symphony Center in Dallas. The New York Times notierte damals: „A Celebrity Returns, Undimmed.“ („Eine Berühmtheit kehrt zurück, ungetrübt.“) Weiter hieß es: „It is reassuring … to know after all these silent years that he is not deficient in the mysterious impulses that keep gifted artists active after the fires of youth burn low.“ („Es ist beruhigend … zu wissen, dass ihm nach all den stummen Jahren jene mysteriösen Impulse nicht fehlen, die talentierte Künstler nach den Feuern der Jugend weitermachen lassen.“). Später zog sich Cliburn vom Musikbetrieb ganz zurück.
Seine berühmteste Einspielung war das erste Klavierkonzert von Tschaikowski. Die Aufnahme verkaufte sich 1961 mehr als eine Million Mal, was bis dahin mit noch keinem anderen Werk aus dem Bereich der klassischen Musik gelungen war.

„Daß das, was die Menschen vereint, wesenhafter ist als die von den engherzig machtgierigen, ein Blutbad nicht scheuenden Politikern aufgebauten Trennungsmauern, hatte der junge Amerikaner aus Texas schon in Moskau bei der Wiedergabe von Tschaikowskis b-moll-Konzert, der russischsten aller russischen Musik, bewiesen. […] In Riga stand man von 2 Uhr nachts an Schlange, um eine Konzertkarte zu erobern. ‚Dieser Künstler enthebt uns des Elends, bringt uns Licht und Freiheit‘, meldete ein Brief aus meiner Heimatstadt.“

Seit 1962 wird ihm zu Ehren alle vier Jahre in Fort Worth die Van Cliburn International Piano Competition ausgetragen.
„Es gibt nur zwei unersetzbare Dinge“, hatte Cliburn kurz vor seinem Tod in einem seiner letzten Interviews gesagt: „Großartige Musik und wunderschöne Erinnerungen“.

## Diskografie (Auswahl)
- 1959: Rachmaninoff Piano Concerto No. 3
- 1961: Beethoven Klavierkonzert Nr. 5 mit Chicago Symphony Dirigent: Fritz Reiner
- 1961: Schumann: Concerto in a minor
- 1962: Rachmaninoff Klavierkonzert Nr. 2 mit Chicago Symphony Dirigent: Fritz Reiner
- 1962: Tschaikowsky Concerto No. 1
- 1962: My Favorite Chopin
- 1962: Brahms: Concerto No. 2

## Ehrungen
2003 überreichte US-Präsident George W. Bush Cliburn die Freiheitsmedaille (Presidential Medal of Freedom), die höchste zivile Auszeichnung der Vereinigten Staaten.